# آخرین وصیت کتاب‌مقدس
آخرین وصیت کتاب‌مقدس (انگلیسی: The Final Testament of the Holy Bible) عنوان کتابی است از جیمز فری نویسنده آمریکایی در قالب ادبیات داستانی که در سال ۲۰۱۱ منتشر گردید